# Heinrich Halmhuber

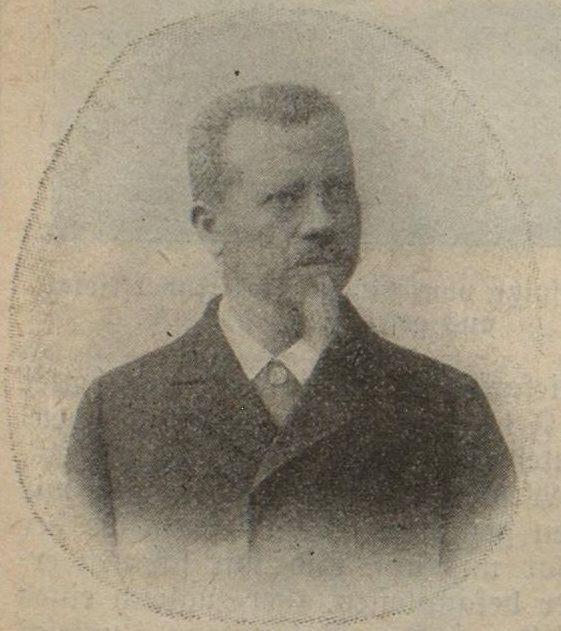
Heinrich Halmhuber

Heinrich Halmhuber (* 10. April 1852 in Stuttgart; † 29. Juli 1908 in Königsfeld; vollständiger Name: Heinrich Friedrich Halmhuber) war ein deutscher Maler und Architekt. 

## Leben
Heinrich Halmhuber studierte von 1869 bis 1875 an der Kunstgewerbeschule Stuttgart, der Polytechnischen Schule Stuttgart und der Kunstschule Stuttgart. Von 1879 bis 1882 hielt er sich zu Studienzwecken in Italien auf, danach bis 1883 in den Niederlanden und von 1884 bis 1888 in Frankfurt am Main. Nach seiner Rückkehr nach Stuttgart nahm er eine Lehrtätigkeit als Hochschullehrer an der Baugewerkschule Stuttgart auf.

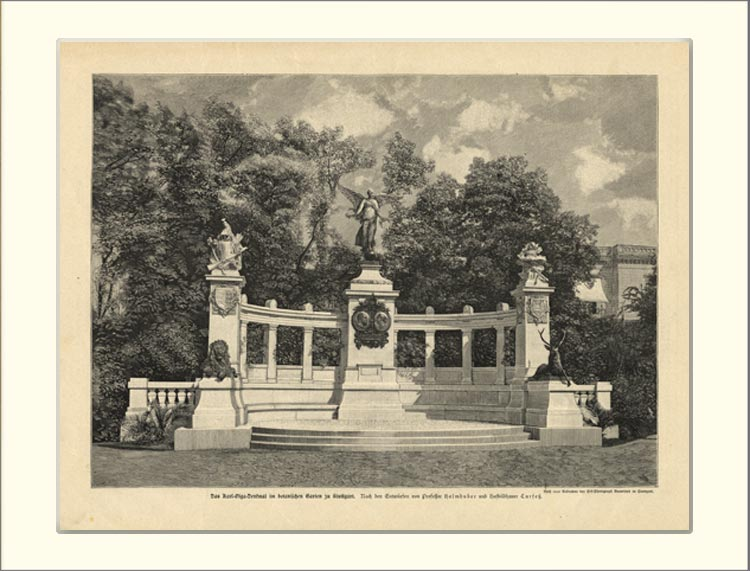
Karl-Olga-Denkmal, Jahr 1895

Zusammen mit dem Stuttgarter Bildhauer Ernst Curfeß (1849–1896) gestaltete er das Denkmal für König Karl und Königin Olga im Botanischen Garten, das am 25. Juni 1895 oder 1898 enthüllt wurde. Das Denkmal wurde wahrscheinlich 1908 beim Bau des Großen und Kleinen Hauses des Königlichen Hoftheaters versetzt und schließlich durch Luftangriffe während des Zweiten Weltkriegs zerstört.

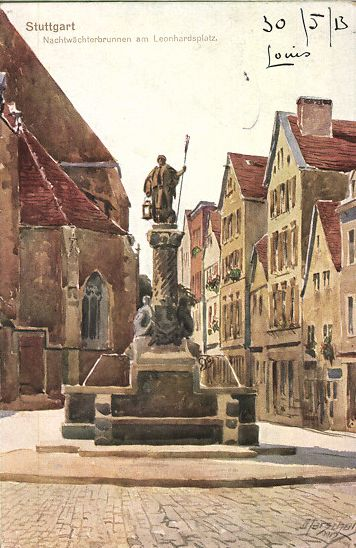
Josef Marschall: Der Nachtwächterbrunnen am Leonhardsplatz

Ein bedeutendes architektonisches Ergebnis von Halmhubers Schaffen war der Entwurf der Umbauung des Kaiser-Wilhelm-Nationaldenkmals in Berlin. Die Kolonnaden umrahmten das von Reinhold Begas geschaffene Reiterstandbild; alles zusammen wurde am Spreekanal gegenüber dem Berliner Schloss aufgestellt und im März 1897 eingeweiht.  
Halmhuber baute auch das Landhaus Schön in Stuttgart und entwarf den Unterbau zum Nachtwächterbrunnen. Hermann Lenz würdigte seine Arbeit am Nachtwächterbrunnen in seinem Werk Stuttgart. Portrait einer Stadt.
Heinrich Halmhuber war mit der Künstlerin Antonie Halmhuber-Bronner verheiratet.